# Drymeia spinitarsis
Drymeia spinitarsis är en tvåvingeart som först beskrevs av Aldrich 1918.  Drymeia spinitarsis ingår i släktet Drymeia och familjen husflugor.
Artens utbredningsområde är Colorado. Inga underarter finns listade i Catalogue of Life.